# Choroba Whipple’a
Choroba Whipple’a (lipodystrofia jelitowa, także WD od ang. Whipple’s disease) – choroba zakaźna spowodowana przez bakterię Tropheryma whipplei. Została po raz pierwszy opisana w 1907 roku przez George’a Whipple’a.

## Epidemiologia
Choroba Whipple’a zaliczana jest do chorób bardzo rzadkich. Na całym świecie każdego roku donosi się o około 30 zachorowaniach. Częstość jej występowania jest szacowana na mniej niż 1/1 000 000 osób/rok.
Większość chorych pochodzi z Europy i Ameryki Północnej. Chorują głównie mężczyźni w średnim wieku (około 50 lat). Choroba występuje niemal wyłącznie u ludzi rasy białej.
Z badań wynika, że u 26% pacjentów występują antygeny HLA B27.

## Etiopatogeneza
Czynnikiem etiologicznym choroby Whipple’a są Gram-dodatnie laseczki zbliżone antygenowo do paciorkowców grup B oraz do Shigelli flexneri. W 1992 roku zidentyfikowano drobnoustrój, nadając mu nazwę Tropheryma whipplei. Dziewięć lat później, czyli w roku 2000, udało się tę bakterię wyhodować.
Zakażenie następuje drogą pokarmową
Choroba Whipple’a polega na zakażeniu kilku narządów lub układów. Najczęściej dotknięte są:
- przewód pokarmowy
- układ sercowo-naczyniowy
- OUN
- układ oddechowy
- stawy
- skóra.

Zmiany polegają na nacieczeniu błony śluzowej jelita cienkiego przez charakterystyczne PAS-dodatnie makrofagi. Siedliskiem zmian jest prawie zawsze przewód pokarmowy. Zajęta przez chorobę krezka ulega pogrubieniu, a jej węzły chłonne są powiększone.

## Objawy i przebieg

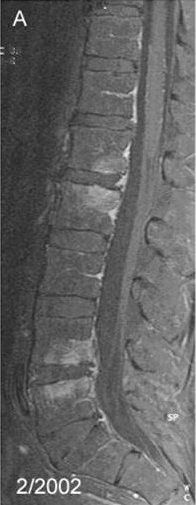
Przykład postaci zlokalizowanej WD – zajęcie kręgosłupa (kręgów L1, L2, L4 i L5) widoczne na MRI u 64-letniego mężczyzny skarżącego się od 5 lat na ból pleców i epizody zapalenia stawów.

Chorobę Whipple’a można podzielić na kilka typów w zależności od zajętych przez chorobę układów oraz objawów:
- postać klasyczna – rzadko występujące zakażenie przewlekłe, spektrum objawów, jakie mogą wystąpić jest bardzo szerokie
- postać przemijająca (ostra) – częstsza i przebiegająca ostro. Występuje najczęściej u dzieci, objawy to biegunka, gorączka i kaszel. Jest postacią łagodną, a po przechorowaniu następuje szybkie wyleczenie
- postać zlokalizowana – obejmuje procesem chorobowym inne układy niż pokarmowy, najczęściej zajmuje wsierdzie oraz ośrodkowy układ nerwowy. Zajęcie układu nerwowego przebiega ciężko i wiąże się ze złym rokowaniem
- bezobjawowe nosicielstwo – występuje u około 4% populacji ogólnej
- postać związana z immunosupresją – obejmuje pierwsze trzy postaci, które wystąpią u chorego z upośledzoną odpornością.

Najczęściej spotykanymi objawami choroby Whipple’a spowodowanymi przez zajęcie przewodu pokarmowego są bóle brzucha, chudnięcie (niekiedy bardzo nasilone), biegunka o charakterze tłuszczowym lub wodnistym. Występują też bóle stawów (zazwyczaj dużych) o charakterze wędrującym oraz powiększenie obwodowych węzłów chłonnych. Niekiedy ból stawów występuje wiele lat przed zajęciem przez chorobę jelit. Rzadziej spotykane objawy to gorączka, dreszcze i kaszel. W przypadku zajęcia układu krążenia występują szmery sercowe, obrzęki kończyn dolnych oraz wodobrzusze. Czasami dochodzi do niewydolności serca. Gdy dojdzie do rozprzestrzenienia się procesu chorobowego na układ nerwowego występuje demencja, drgawki kloniczne, opadanie powiek, oczopląs, zmiany osobowości oraz uszkodzenie podwzgórza, które objawia się zaburzeniami snu oraz polifagią i polidypsją.

## Rozpoznanie

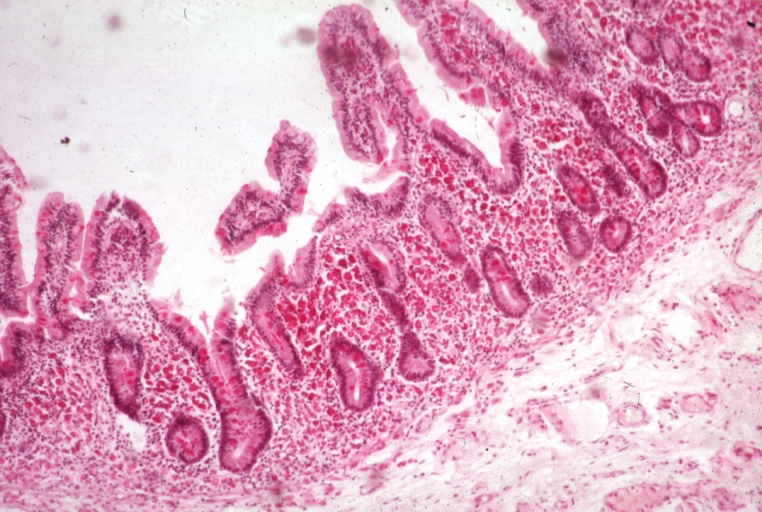
Jelito cienkie w chorobie Whipple’a: powiększone kosmki z licznymi makrofagami.

O rozpoznaniu przesądza obecność PAS-dodatnich makrofagów w blaszce właściwej błony śluzowej jelita cienkiego (tzw. komórki SPC = ang. sicleform particles containing cells = komórki z półksiężycowatymi wtrętami w cytoplazmie). Wycinki pobiera się w trakcie duodenoskopii lub za pomocą kapsułki Crosby’ego z okolicy więzadła Treitza. Obecność Tropheryma whipplei w wycinku można potwierdzić metodą PCR.

### Badania pomocnicze
- wzrost OB
- zwiększone stężenie CRP
- hipoalbuminemia

### Rozpoznanie różnicowe
- AIDS – podobne makrofagi występują u chorych zakażonych Mycobacterium avium intracellulare
- histoplazmoza
- makroglobulinemia

## Leczenie
Leczenie skojarzone penicyliną i streptomycyną. W zapaleniu mózgu również ceftriaksonem lub chloramfenikolem (szybko przenika do płynu mózgowo-rdzeniowego). W profilaktyce nawrotów kotrimoksazol co najmniej przez 1 rok.

## Rokowanie
Przy prawidłowym leczeniu rokowanie krótkotrwałe jest dobre. Pogarszają je:
- zajęcie OUN
- nawroty choroby

Przy nawrocie obowiązuje ten sam schemat leczenia, kontynuowany przez 6-12 miesięcy. Przy nawrocie ze strony OUN obowiązuje wprowadzenie do terapii leków przenikających do płynu mózgowo-rdzeniowego, na przykład chloramfenikolu.